# 佐藤光信 (武道家)
佐藤 光信（さとう みつのぶ）は、防具付き空手、日本拳法選手。

## 来歴
全日本空手道連盟錬武会宮城県防具付空手道連盟仙台支部八方会および、日本拳法宮城県連盟拳剛塾所属。空手道三段。
日本拳法四段。
逆突きおよび後ろ回し蹴りを主体とした組手を得意とする。主な戦績は新世紀・みやぎ国体防具付空手道の部優勝や全国防具付空手道選手権大会優勝、日本拳法・徒手格闘大会五連覇等。
高校卒業後から日本拳法の道場にも所属。日本拳法（徒手格闘）・防具付空手・硬式空手・大道塾空道北斗旗など多種多数に渡る大会出場・入賞経験を誇る。現役を続けながら防具付空手道八方会と日本拳法拳剛塾にて後進の指導にもあたっている。

## 主な戦績
- 新世紀・みやぎ国体防具付空手道の部（デモンストレーション競技）優勝
- 第41、42、46回全国防具付空手道選手権大会（主催:全日本空手道連盟錬武会）組手の部優勝
- 第2、3回全日本剛柔流空手道選手権大会（主催:全日本剛柔流空手道連盟）組手の部優勝
- 2001～2006[日本拳法、徒手格闘大会]優勝2008[日本拳法、徒手格闘東北大会]優勝